# Mar de Lincoln
La mar de Lincoln (en anglès Lincoln Sea, en danès Lincoln Havet) és una mar de l'oceà Àrtic que s'estén des del cap Columbia, a l'illa canadenca d'Ellesmere, fins al cap Morris Jesup, al nord de Groenlàndia. La profunditat de la mar de Lincoln va dels 100 als 300 m. Les aigües del canal de Robeson, la part més septentrional de l'estret de Nares, que comunica amb la badia de Baffin, van a parar a aquesta mar àrtica. Era coberta de glaç durant tot l'any; de fet, es tracta de la capa de gel més gruixuda de tot l'Àrtic, ja que pot arribar a tenir un gruix de més de 15 m. Pel canvi climàtic la taxa de desglaç s'accelera i la capa de glaç podria desaparèixer durant l'estiu en les dècades vinents.
La mar es diu així en honor de Robert Todd Lincoln, el secretari de Guerra dels Estats Units de l'època de l'expedició àrtica cap a la badia de Lady Franklin de 1881-1884, conduïda per Adolphus Greely.